# Los Angeles Open 1974
Il Los Angeles Open 1974 è stato un torneo di tennis giocato sul cemento a Los Angeles negli Stati Uniti. È stata la 48ª edizione del torneo, che fa parte del Commercial Union Assurance Grand Prix 1974. Si è giocato dal 17 al 23 settembre 1974.

## Campioni

### Singolare
Jimmy Connors ha battuto in finale  Harold Solomon con il punteggio di 6–3 6–1

### Doppio
Ross Case /  Geoff Masters hanno battuto in finale  Brian Gottfried /  Raúl Ramírez con il punteggio di 6–3, 6–2